# Dipartimento di Tala
Tala è un dipartimento argentino, situato nella parte centrale della provincia di Entre Ríos, con capoluogo Rosario del Tala. Esso è stato istituito il 7 luglio 1863.

## Geografia fisica
Esso confina con i dipartimenti di Villaguay, Uruguay, Gualeguaychú, Gualeguay e Nogoyá.

## Società

### Evoluzione demografica
Secondo il censimento del 2001, su un territorio di 2.663 km², la popolazione ammontava a 25.892 abitanti, con un aumento demografico del 3,7% rispetto al censimento del 1991.

## Amministrazione
Nel 2001 il dipartimento comprendeva:
- 3 comuni (municipios in spagnolo):
  - Maciá
  - Rosario del Tala
  - Gobernador Mansilla
- 9 centri rurali (centros rurales de población in spagnolo):
  - Gobernador Sola
  - Durazno
  - Altamirano Sur
  - Arroyo Clé
  - Gobernador Echagüe
  - Guardamonte
  - Las Guachas
  - Sauce Sur
  - La Ollita